# EnjoyPhoenix
Pour les articles homonymes, voir Lopez.
 (février 2023).
Marie Lopez, dite EnjoyPhoenix, née le 18 mars 1995 à Paris, est une entrepreneuse, vidéaste et influenceuse franco-suisse spécialisée en mode, beauté et style de vie.
Sa chaîne YouTube principale, EnjoyPhoenix - Marie Lopez, compte près de 3,69 millions d'abonnés en 2025.

## Biographie

### Naissance et famille
Marie Lopez naît à Paris, le 18 mars 1995, d'une mère hôtesse de l'air d’origine suisse et d'un père steward d’origine espagnole . Ainsi, Marie grandit à Lyon dans une famille recomposée avec sa sœur (Juliette) et deux frères (Louis et Jules) d'une seconde union.

### Vie privée
En 2014, Marie Lopez entame une relation avec Anil Brancaleoni, alias WaRTeK, un youtubeur spécialisé dans les jeux vidéo,. Elle annonce sa rupture avec ce dernier lors d'une vidéo le 22 décembre 2015. C'est lors de la saison 6 de Danse avec les stars que la rupture se produit.
Le 15 juillet 2019, à l'occasion d'une vidéo sur sa chaîne YouTube, elle officialise sa relation avec le DJ belge Henri PFR. Début 2020, Marie Lopez annonce leur projet d'emménager ensemble en Belgique,,.

### Carrière

#### YouTube

##### Premiers pas sur YouTube
Concernant ses premiers pas sur Internet, c'est âgée de presque 16 ans, qu'en mars 2011, Marie Lopez lance sa chaîne YouTube avec la vidéo intitulée « Boucles avec un lisseur ». Elle dit être, à cette époque, une adolescente mal dans sa peau et victime de harcèlement scolaire. Elle décide donc d'ouvrir une chaîne YouTube pour combattre ce mal-êtreet avoir un rôle de grande sœur auprès des filles de son âge qui pourraient souffrir des mêmes choses. Le nom d'EnjoyPhoenix aurait pour origine « enjoy », la devise de Marie ainsi que l'image du phénix, un oiseau qui renait de ses cendres. Lors d’une vidéo, elle ajoute que son pseudo « Phoenix » correspond à la ville de Phoenix aux États-Unis en Arizona.

##### Nombre d'abonnés
En 2011, peu après sa première vidéo, elle atteint la barre symbolique des 100 000 abonnés. En 2013, après avoir obtenu son baccalauréat littéraire, elle entre à l'université mais fait le choix d'arrêter ses études d'anglais pour se consacrer à sa chaîne YouTube dont elle tire un revenu suffisant pour vivre.
En 2014, Marie Lopez atteint le million d'abonnés. Le succès se confirme en novembre 2015 où sa chaîne principale compte deux millions d'abonnés. Elle atteint les 3 millions d'abonnés le 7 octobre 2017.

##### Autour de YouTube
Marie Lopez organise, depuis 2011, des rencontres appelées meet-up avec ses abonnés, dont 90 % sont des filles. Ces rencontres, organisées dans seize villes de France en 2014, peuvent rassembler plusieurs centaines de personnes.
En septembre 2014, YouTube lance sa toute première campagne d'affiche en France et la choisit comme égérie aux côtés de Cyprien et Andy.
Sa notoriété lui attire également la reconnaissance des marques de produits de beauté qui lui envoient des produits à tester, mais également de chaînes télévisées comme M6 qui lui confie sa chaîne YouTube Rose Carpet, qu'elle co-anime aux côtés de la youtubeuse EmmyMakeUpPro jusqu'en mai 2016.
Avec Gemey Maybelline, EnjoyPhoenix anime en 2015 l'émission T'as pas du Gloss ?.
En 2015, Marie possède trois chaînes YouTube : EnjoyPhoenix, chaîne principale de beauté et de mode, EnjoyVlogging où elle fait des vlogs sur ses voyages et sa vie, son quotidien, et EnjoyCooking, chaîne de cuisine.

#### Twitch
À partir de novembre 2020, Marie Lopez se lance sur la plateforme Twitch qui propose des formats live où elle peut discuter directement avec ses abonnés mais aussi jouer à des jeux vidéo en direct.

#### Autres activités

##### Entrepreneuriat
En mars 2018, Marie Lopez lance l'entreprise Leaves&Clouds, qui commercialise des produits principalement de beauté et lifestyle écoresponsables. Elle se lance également dans la mode écoresponsable en créant la plateforme HonestMind dédiée aux créateurs de la slow fashion[réf. nécessaire].

##### Livres
Le 15 mai 2015, elle publie un livre intitulé #EnjoyMarie où elle raconte son expérience au lycée et comment elle a voulu créer une chaîne YouTube. Celui-ci « se situe entre l'autobiographie et le guide, à l'usage de l'ado qui se cherche », précise-t-elle.
Le livre se place rapidement en tête des ventes et fait l'objet d'une réimpression en moins de dix jours, dépassant le chiffre de 200 000 exemplaires vendus à l'automne 2015. Cependant, les critiques demeurent réservées quant à son contenu.
Le 3 novembre 2016, elle publie son premier roman Carnet de routes.

##### Télévision
À l'automne 2015, elle participe à la sixième saison de l'émission Danse avec les stars sur TF1, aux côtés du danseur Yann-Alrick Mortreuil, et termine quatrième de la compétition.
EnjoyPhoenix présente du 1er avril 2016 au 10 juin 2016 l'émission hebdomadaire Soy Luna : Le Mag sur Disney Channel diffusée après les épisodes la série télévisée Soy Luna. Elle y propose des conseils de mode et beauté relatifs à la série,.
En 2016 et en 2017, elle participe à l'émission Fort Boyard.
En mars 2018, elle gagne la saison 3 du Meilleur Pâtissier, spécial célébrités sur M6.
En octobre 2019, elle anime sur 6play et sur les plateformes internet du groupe M6 l'émission En route vers le Meilleur Pâtissier.
En 2024, elle participe à la saison spéciale des Traîtres sur M6.

##### Partenariats commerciaux
En septembre 2015, elle sort une collection de vêtements et accessoires sur le site Rad. Le mois suivant, Benefit met en vente une trousse en édition limitée, composée de produits de beauté préférés de la youtubeuse. La trousse comprend notamment un mascara dont le packaging a été créé par Marie en collaboration avec la marque.
En mai 2017, la marque de cosmétiques MAC s'associe à la jeune femme pour confectionner un rouge à lèvres en édition limitée.
En 2019, la jeune femme sort un kit de sourcils « Enjoy your brows », en collaboration avec la marque de cosmétiques Benefit.

###### Vers davantage de responsabilité écologique
En 2019, Marie alias EnjoyPhoenix décide de réduire sa consommation de produit esthétique. Les marques lui envoient quotidiennement des produits pour qu'elle puisse en faire la promotion. Cependant, elle ne veut plus collaborer de cette façon avec les marques. En effet, c'est en postant une vidéo sur sa chaîne Youtube où elle annonce qu'elle décide de ne plus recevoir de produit. Cette décision a été motivée par des préoccupations environnementales telles que l'empreinte carbone, la surconsommation et l'utilisation excessive de plastique, qui sont en contradiction avec ses valeurs personnelles.

## Controverses

### Masque de beauté à la cannelle
Le 14 octobre 2015, EnjoyPhoenix publie une vidéo où elle encourage l'utilisation d'un masque à la cannelle. Cependant, la dermatologue Isabelle Oliveres-Gouthi, contactée par 20 minutes, a déclaré que la cannelle peut provoquer de graves brûlures cutanées en cas de contact prolongé. Les internautes n'ont pas tardé à dénoncer le manque de responsabilité de la youtubeuse. Des scientifiques ont quant à eux mis en garde les abonnés d'EnjoyPhoenix contre ces masques faits-maison, rappelant que tout ce qui est naturel n'est pas automatiquement bénéfique,,.

### Utilisation d'un terme raciste
En avril 2016, elle utilise le terme nigga en prononçant le mème crée par un Afro-Américain : « Really Nigga », dans sa story Snapchat. Par la suite elle s'excuse.

### Étudiants pas influenceurs
Le 25 février 2021, EnjoyPhoenix est invitée dans l'émission #SansFiltre du porte-parole du gouvernement Gabriel Attal sur Twitch. La youtubeuse, alors déscolarisée, va donc parler, avec quatre autres influenceurs, des problèmes concernant la vie étudiante dans un contexte de crise sanitaire liée à la Covid-19 et à l'isolement de ces derniers. Elle s'appuie alors sur les réponses qu'elle a obtenues sur Instagram à la suite d'une story dans laquelle elle demande aux étudiants de sa communauté de s'exprimer sans filtre sur leurs opinions concernant la gestion de la crise et sur leur situation. À la suite de cette émission, une polémique s'est déclenchée sur les réseaux sociaux, à cause de certains de ses propos qui concernaient la crainte de certains étudiants à recevoir un diplôme en « carton » en raison de la potentielle triche de certains lors de partiels passés en distanciel. Cette polémique prend forme avec l'apparition du hashtag #étudiantspasinfluenceurs sur Twitter. De nombreux étudiants se sont alors montrés indignés par ces propos rapportés par l'influenceuse dans un contexte de précarité et de crise au sein de la communauté étudiante, une grande partie de ces derniers estimant alors ne pas avoir été représentés par les influenceurs que le gouvernement a invités et demandent une représentation par les étudiants eux-mêmes[source secondaire souhaitée].

### Promotion d'un «passeur d'âme»
Le 14 janvier 2023, EnjoyPhoenix fait la promotion d'un « passeur d'âme » à qui elle a fait appel pour « purifier » sa nouvelle maison avant d'entamer des travaux,. Celle-ci le « recommande les yeux fermés » à sa communauté de près de 6 millions d'abonnés sur Instagram, ce qui a fait réagir certains internautes l'accusant de promouvoir le charlatanisme,.

## Distinctions
| Année | Récompenses         | Catégories           | Nomination | Résultat   |
| ----- | ------------------- | -------------------- | ---------- | ---------- |
| 2016  | Melty Future Awards | Femme incontournable | Elle-même  | Lauréat    |
| 2016  | Stylight Awards     | Prix beauté          | Elle-même  | Nomination |
| 2022  | ForYouAwards        | ForYou d'Or          | Elle-même  | Nomination |

### Sources
- Adrien Sénécat, « La belle revanche d'EnjoyPhoenix, ado harcelée devenue reine de YouTube », sur L'Express, 12 mars 2015 (consulté le 3 mai 2015).
- Cécile Espinasse, « Les Inrocks - Conspuée au lycée, idole sur Youtube: portrait d'Enjoy Phoenix », sur Les Inrocks, 22 mars 2015 (consulté le 3 mai 2015).
- Sabine Delanglade, « La petite blogueuse qui bouscule les grands de la beauté », sur lesechos.fr, 25 mars 2015 (consulté le 3 mai 2015).
- Marie-France Chatrier (photogr. Vincent Capman), « EnjoyPhoenix : à la pointe du succès », Paris Match, no 3467,‎ du 29 octobre au 4 novembre 2015, p. 82 à 87 (ISSN 0397-1635).